# メガビット
メガビット (megabit) はデータの量の単位の一つで、Mビット (Mbit)、あるいは Mb とも略記され（"M" は大文字、"b" は小文字）るが、本項では別記がない場合それぞれ「メガ」「ビット」表記で扱う。 1メガビットは 1,000,000ビットに等しい（ただし、後述するように場合によって異なる）。

## 解説
メガビットがよく使われるのは、データの転送速度や処理速度を表す場合で、たとえば「100Mbit/s Fast イーサネット」のように使われるように、特にADSLなどの一般家庭向け高速インターネット接続の速度はメガビット単位で表現されることが多い。電気通信分野では、メガ (M) はほぼ例外なく10進接頭辞（SI接頭語）で、 1メガビットは 106=1,000,000ビットであり、これは125,000バイトあるいは125キロバイトにあたる。
一方、半導体やソフトウェアの分野ではメガを2進接頭辞として扱うことも多く、この場合には1Mbは 220=1,048,576ビット｛128キロバイト（KB）｝である。RAMやROM の容量を表す場合などに使われることがある。この2進法に基づく単位を、SI接頭辞との混乱を避けるためにメビビット (mebibit) とする呼び方もあるが、あまり普及していない。これらの単位の違いについては 2進接頭辞とSI接頭辞の項を参照のこと。

## メガビットとテレビゲームのカートリッジ
1980年代のテレビゲームに端を発する、主に8～16ビットコンシューマーゲーム機時代には、「メガビット」（Mbit）はゲームのカートリッジ（ロムカセット）の容量を表すのによく用いられた。プログラマーの岩崎啓眞は、初期のマイコンには4ビット、9ビットのものなどがあり、8ビット単位である1バイトは扱えないため、ビット単位で扱う習慣があったのではないかとしている。
1980年代はメーカーの広報やゲーム雑誌による紹介記事等でも、基本情報としてそのゲームのロムカセット容量が明記される事が浸透していた。『MSX』や任天堂の『ファミリーコンピュータ』において1メガビットのカートリッジが登場する（メーカーでは「メガロム」等と公称されていた）。1990年代に登場した『スーパーファミコン』や『メガドライブ』（セガ）の大多数のゲームは8メガビットカートリッジが標準的だったが、4メガビットのものも珍しくなく、後には技術的発展により12、16、20、24、32メガビットへとカートリッジ容量は増加していき、内包されるデータと生産コストも増加していく。この「メガ」単位の容量は（時に「ビット」を省略して）ゲームソフトの宣伝文句にも使われ、『ネオジオ』（SNK）では特にテレビCMにおいて100メガビット超のカートリッジ採用タイトルで、「100メガショック」というフレーズを用いていた。なお、90年代後半から浸透したCD-ROMは「メガバイト」単位が使われたが、CD-ROMはコスト次第で容量が変動するカートリッジと異なり、規格上の容量が固定されている。またCD-ROMのタイトルでは個々のソフトの容量が明記されることはほとんど無かった。
2023年現在、利用者がパソコンやスマートフォンにおいてメモリ容量やグラフィック、動画、通信容量などのデータのサイズを認識、または表す際にはバイトを単位とするのが一般化している。8ビット=1バイトであるから、4メガビットのカートリッジなら 512キロバイト、8メガビットなら 1メガバイトのデータをそれぞれ格納できることになる。80年代にゲーム会社が「メガバイト」でなく敢えて「メガビット」を用いた理由は不明だが、商業的理由や宣伝効果を目的としたもの、つまり容量を「見かけ上の数値で8倍にする」ことで訴求性を狙ったものではないかとする説もある。これは一例として「16メガビット」として宣伝するか、「2メガバイト」として宣伝するかで利用者が受ける印象が変化するかを考慮する必要がある。
後年更にゲームソフトの大容量化が進んだ事、また媒体もCD-ROM、DVD-ROM、Blu-ray Discの様な光ディスク、フラッシュメモリといった不揮発性メモリへと移行していった。それに伴い、ゲーム雑誌などのメディアも容量を明記する習慣は廃れていった。